# Isabel C. Clarke
Isabel Constance Clarke (* 1869; † 13. April 1951) war eine US-amerikanische Schriftstellerin.

## Leben
Isabel Constance Clarke war eine römisch-katholische Schriftstellerin. Sie schrieb überwiegend Novellen, darunter folgende Werke:

## Werke
- Prisoner's Years (1912)
- By the Blue River (1913)
- Fine Clay (1914)
- Children of Eve (1918)
- The Elstones (1919)
- The Deep Heart (1919)
- Julian (1920)
- Lady Trent's Daughter (1920)
- The Light on the Lagoon (1921)
- Whose Name is Legion (1921)
- Carina (1923)
- Viola Hudson (1923)
- Children of the Shadow (1924)
- Anna Nugent (1924)
- It Happened in Rome (1925)
- The Castle of San Salvo (1926)
- Selma (1926)
- The Lamp of Destiny (1927)
- A Case of Conscience (1927)
- Strangers Of Rome (1928)
- Roman Year (1936)
- The Custody Of The Children (1941)
- Lost Heritage (1949)
- The Villab by the Sea
- Ursula Finch
- Eunice
- The Rest House
- Only Anne
- Average Cabins
- The Potter's House
- Tressider's Sister
- The Secret Citadel